# Hrabyně
Hrabyně település Csehországban, a Opavai járásban. Hrabyně Háj ve Slezsku, Horní Lhota, Velká Polom, Mokré Lazce és Budišovice településekkel határos. Lakosainak száma 1131 fő (2024. január 1.).

## Népesség
A település lakosságának változását az alábbi diagram mutatja:
| Lakosok száma | 932  | 853  | 907  | 634  | 1224 | 1201 | 1177 | 1194 | 1122 | 1131 |
|               | 1869 | 1890 | 1921 | 1950 | 1980 | 2001 | 2017 | 2019 | 2022 | 2024 |